# プラズマビジョン
プラズマビジョン（Plasmavision）は、富士通ゼネラルが1993年から発売開始したプラズマディスプレイ、プラズマテレビのブランド名。

## 概要
1993年に発売されたPDS-2100は、富士通製のプラズマパネルを搭載した業界初のフルカラープラズマディスプレイである。さらに同年12月発売のPDT-2100（プラズマビジョンT-21）は、世界初のプラズマテレビであり価格は125万円であった。
1996年には世界初となる42インチフルカラーPDPを開発､1997年11月には富士通ゼネラルが民生用42型ワイドプラズマテレビ（PDW4201）を世界で初めて発売した。
また、業界初の1チップデジタルLSI化したプラズマディスプレイ専用のフルデジタル処理画像エンジン「AVM」を世界で初めて開発、搭載するなどプラズマディスプレイにおいては先駆者的存在である。
2002年にはプラズマディスプレイとしては、世界で初めてエミー賞を受賞した。
プラズマビジョンのテレビとしてのシェアは、日本国内や海外においても決して高くないが、これはハイエンド機種のみに絞っている関係であり、量販店などでは販売されないためである。そのためオーディオショップなどで販売されている。
民生用・業務用とも現在は42V,50V,55V,63V型がラインナップされているが、国内向けモデルでデジタル放送対応機はない。（外付けデジタルチューナーで対応）
2007年2月には、ハイエンド向けの新ブランドとしてAVIAMOシリーズ（プラズマテレビ、液晶テレビ）が北米を皮切りに発売される。
しかし業績不振のため、2007年12月27日にコンシューマ向け映像事業からの撤退が決まった。これにより2008年3月に製造販売が終了し、現在はサポートのみ行っている。